# طارق شاوفي
طارق شاوفي مواليد 26 فبراير 1986 بمدينة أزرو، هو دراج مغربي محترف
في عام 2013، أصبح أول درّاج مغربي محترف عندما وقّع لفريق (Euskaltel–Euskadi) الإسباني، لكنه ترك الفريق في أغسطس.

## روابط خارجية
- طارق شاوفي على موقع الاتحاد الدولي للدراجات (الإنجليزية)
- طارق شاوفي على موقع أرشيف الدراجات (الإنجليزية)
- طارق شاوفي على موقع إحصائيات الدراجات الإحترافية (الإنجليزية)
- طارق شاوفي على موقع نسبة الدراجات (الإنجليزية)